# Municipio de Kearney (Míchigan)
El municipio de Kearney (en inglés: Kearney Township) es un municipio ubicado en el condado de Antrim en el estado estadounidense de Míchigan. En el año 2010 tenía una población de 1765 habitantes y una densidad poblacional de 19,33 personas por km².

## Geografía
El municipio de Kearney se encuentra ubicado en las coordenadas 44°59′50″N 85°8′12″O / 44.99722, -85.13667. Según la Oficina del Censo de los Estados Unidos, el municipio tiene una superficie total de 91.3 km², de la cual 88,68 km² corresponden a tierra firme y (2,87 %) 2,62 km² es agua.

## Demografía
Según el censo de 2010, había 1765 personas residiendo en el municipio de Kearney. La densidad de población era de 19,33 hab./km². De los 1765 habitantes, el municipio de Kearney estaba compuesto por el 96,94 % blancos, el 0,06 % eran afroamericanos, el 1,13 % eran amerindios, el 0,28 % eran asiáticos, el 0,34 % eran de otras razas y el 1,25 % eran de una mezcla de razas. Del total de la población el 1,42 % eran hispanos o latinos de cualquier raza.